# Diplazium caracasanum
Diplazium caracasanum är en majbräkenväxtart som först beskrevs av Carl Ludwig Willdenow och som fick sitt nu gällande namn av Gustav Kunze och Thomas Moore.
Diplazium caracasanum ingår i släktet Diplazium och familjen Athyriaceae. Inga underarter finns listade i Catalogue of Life.